# Happy Feet
Happy Feet (titulada Happy Feet: Rompiendo el hielo en España y Happy Feet: El pingüino en Hispanoamérica) es una película de animación 3D y Comedia musical producida en Australia y Estados Unidos y estrenada a finales del año 2006, dirigida por George Miller. Fue producida en los estudios Animal Logic, especialistas en efectos visuales y animación. Si bien la película es totalmente animada en 3D gracias a la captura de movimiento, algunas escenas incluyen actores humanos filmados.
La película incluye las voces de Elijah Wood, Robin Williams, Brittany Murphy, Hugo Weaving, Nicole Kidman y Hugh Jackman.
La película está dedicada en memoria del dramaturgo australiano Nick Enright y el reconocido ecologista, cuidador de zoológico y presentador de televisión de la misma nacionalidad Steve Irwin, conocido por su serie El cazador de cocodrilos, además de Michael Jonson y Rob y Green

## Trama
Happy Feet cuenta la historia del pingüino emperador Mumble (voz de Elijah Wood en inglés) que a diferencia al resto de su especie no sabe ni puede cantar pero es dueño de un gran talento para el baile y por lo tanto se ve excluido por el resto de la colonia y eso le impide atreverse a declarar su amor por Gloria (Brittany Murphy) por lo que decide irse.
En su camino se encuentra a un pequeño grupo de pingüinitos con acento latino que al ver su habilidad para el baile le toman gran consideración y aprecio, y le comentan sobre el Doctor Amor, Amoroso en Hispanoamérica (Robin Williams), un gordo pingüino que se dice acreedor de poderes místicos que le son transmitidos por un collar (que es simplemente el plástico de un pack de latas), que lentamente lo está ahogando. Mumble se decide a ayudarlo y se dirige hacia donde el Dr. Amor consiguió el collar.
Finalmente Mumble, sus amigos y el Dr. Amor llegan al lugar. En esa costa descubren a los grandes barcos que se llevan los peces y están provocando escasez y dificultades a los animales. Tras salir a la persecución y recorrer largas distancias, Mumble termina siendo capturado y encerrado en un acuario donde intenta comunicarse con los humanos para hacerles entender lo que está causando que ellos se lleven los peces pero no logra llamar su atención. Finalmente lo logra al ponerse a bailar. Al notar este comportamiento extraño para un pingüino los humanos lo devuelven a su colonia donde Mumble incita a todos sus iguales a bailar para así lograr que los humanos entiendan que algo está mal. Al lograr esto los humanos descubren cuál es la causa y buscan una solución. Al mismo tiempo, Mumble logra no sólo el amor de Gloria sino también toda la aceptación de los suyos.

## Banda sonora
Happy Feet es una película caracterizada por reutilizar canciones famosas del pasado (como también lo hace la película Moulin Rouge, donde también participó Nicole Kidman). Dichas canciones se modifican y se versionan para coincidir con la trama, el escenario o el estado emocional de los personajes.

### Álbum original de la banda sonora

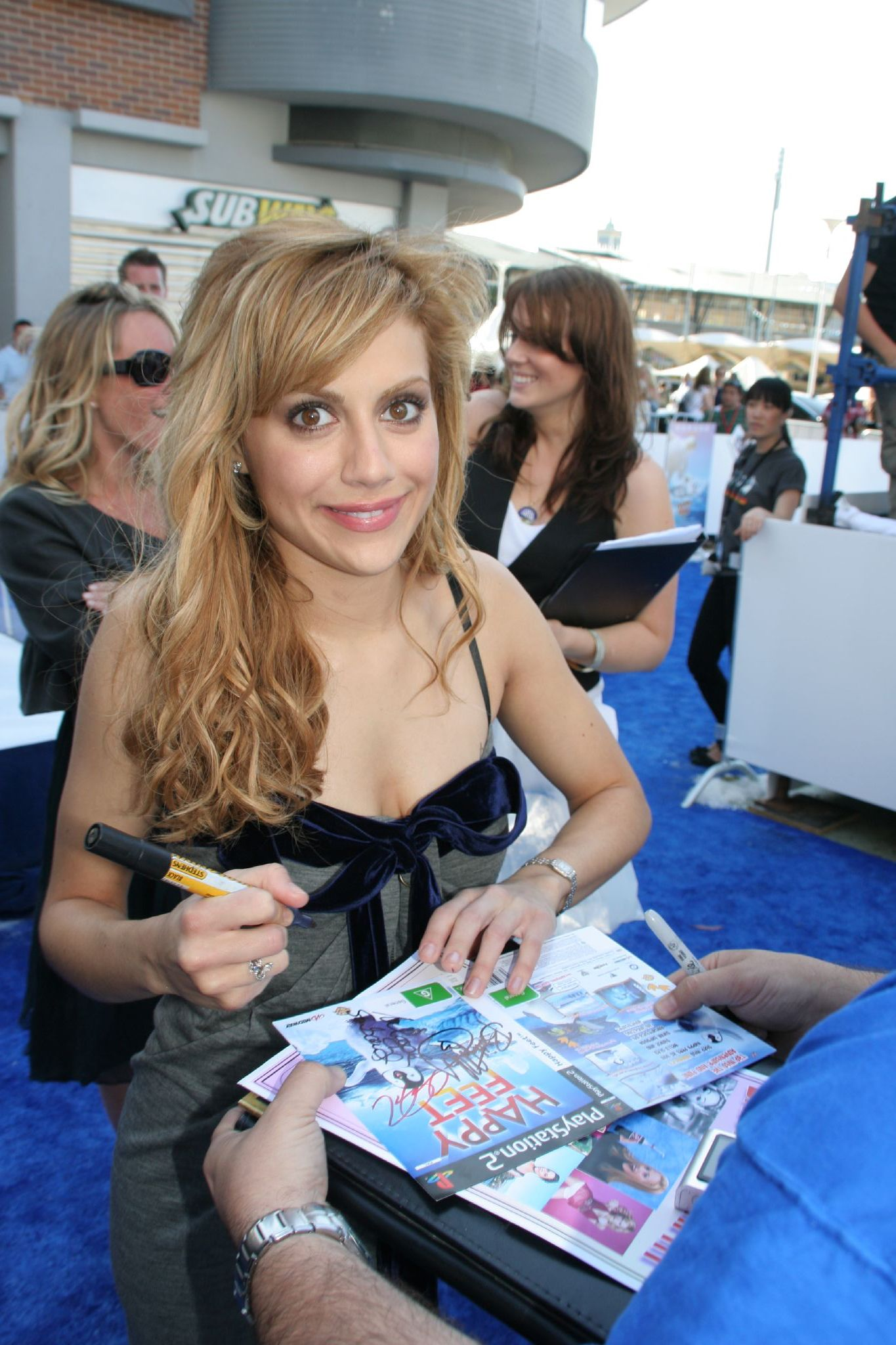
Brittany Murphy, en el estreno de la película en Australia, interpreta a Gloria.

Incluye las siguientes canciones:
| Happy Feet: Soundtrack |                                  |                                                                                    |          |  |
| N.º                    | Título                           | Intérprete (es)                                                                    | Duración |  |
| 1.                     | «Song of the Heart»              | Prince                                                                             |          |  |
| 2.                     | «Hit Me Up»                      | Gia Farrell                                                                        |          |  |
| 3.                     | «Tell Me Something Good»         | Pink (originalmente por Rufus)                                                     |          |  |
| 4.                     | «Somebody to Love»               | Brittany Murphy (originalmente por Queen)                                          |          |  |
| 5.                     | «I Wish»                         | Fantasia Barrino / Patti LaBelle / Yolanda Adams (originalmente por Stevie Wonder) |          |  |
| 6.                     | «Jump N' Move»                   | Brand New Heavies                                                                  |          |  |
| 7.                     | «Do It Again»                    | The Beach Boys                                                                     |          |  |
| 8.                     | «The Joker / Everything I Own»   | Jason Mraz / Chrissie Hynde (originalmente por Steve Miller Band / Bread)          |          |  |
| 9.                     | «A Mi Manera»                    | Robin Williams (originalmente por Frank Sinatra / Gipsy Kings / Manolo Muñoz)      |          |  |
| 10.                    | «Kiss / Heartbreak Hotel»        | Nicole Kidman / Hugh Jackman (Prince / Elvis Presley)                              |          |  |
| 11.                    | «Boogie Wonderland»              | Brittany Murphy (originalmente por Earth, Wind & Fire)                             |          |  |
| 12.                    | «Golden Slumbers / The End»      | k.d. lang (originalmente por Los Beatles)                                          |          |  |
| 13.                    | «The Story of Mumble Happy Feet» | John Powell                                                                        |          |  |
| 14.                    | «Junghwa Banjeom»                | Louis                                                                              |          |  |

### Banda sonora instrumental
La banda sonora instrumental de la película fue compuesta por John Powell, músico conocido por su participación en comedias y películas de acción como X-Men: The Last Stand y Robots. La banda sonora orquestal de la película está a la venta desde el 19 de diciembre de 2006..

### Otras canciones usadas en la película
| N.º | Título                                     | Intérprete (es)   | Duración |  |
| 1.  | «If You Leave Me Now» (Versión Original)   | Chicago           |          |  |
| 2.  | «In My Room» (Versión Original)            | Beach Boys        |          |  |
| 3.  | «I'll Make Love to You» (Versión Original) | Boyz II Men       |          |  |
| 4.  | «I Wish» (Versión Original)                | Stevie Wonder     |          |  |
| 5.  | «Shake Your Bom-Bom» (Versión Original)    | Ricky Martin      |          |  |
| 6.  | «The Message»                              | Grandmaster Flash |          |  |
| 7.  | «The Message» (Nueva versión)              | Fat Joe           |          |  |
| 8.  | «Hello»                                    | Lionel Richie     |          |  |
| 9.  | «Never Can Say Goodbye»                    | The Jackson Five  |          |  |
| 10. | «Let's Talk About Sex»                     | Salt-n-Pepa       |          |  |
| 11. | «Candela»                                  | Sandy y Papo      |          |  |

## Doblaje
| Personaje              | Actor original Estados Unidos | Actor de doblaje Hispanoamérica | Actor de doblaje España |
| ---------------------- | ----------------------------- | ------------------------------- | ----------------------- |
| Mumble                 | Elijah Wood                   | Héctor Emmanuel Gómez           | Roger Pera              |
| Mumble                 | Elizabeth Daily (bebé)        | María Fernanda Morales          | Adriana Rubí            |
| Gloria                 | Brittany Murphy               | Xóchitl Ugarte                  | Graciela Molina         |
| Gloria                 | Alyssa Shafer (bebé)          | Melissa "Meli G" Gedeón         | Carlota Rubí Hernández  |
| Memphis                | Hugh Jackman                  | Gerardo Reyero                  | Santi Lorenz            |
| Norma Jean             | Nicole Kidman                 | Dulce Guerrero                  | Núria Mediavilla        |
| Noah                   | Hugo Weaving                  | José Luis Orozco                | Gonzalo Abril           |
| Ramón                  | Robin Williams                | Humberto Vélez                  | Carlos Latre            |
| Dr. Amoroso/Amor       | Robin Williams                | Sebastián Llapur                | Carlos Latre            |
| Néstor                 | Carlos Alazraqui              | René García                     | Alberto Mieza           |
| Lombardo               | Johnny A. Sánchez             | Jesús Barrero                   |                         |
| Raúl                   | Lombardo Boyar                | Luis Alfonso Mendoza            | Aleix Estadella         |
| Rinaldo                | Jeffrey García                | Luis Daniel Ramírez             | Claudio Domingo         |
| Maurice                | Dee Bradley Baker             | Sergio Gutiérrez Coto           | Gonzalo Abril           |
| Seymour                | Fat Joe                       | Ricardo Tejedo                  | Albert Trifol Segarra   |
| Srta. Viola/Miss Viola | Magda Szubanski               | Rebeca Manríquez                | Alicia Laorden          |
| Sra. Astrakhan         | Miriam Margolyes              | Ángela Villanueva               | María Luisa Solá        |
| Michelle               | Chrissie Hynde                | Rebeca Patiño                   | Catherina Martínez      |

La versión japonesa utiliza "Hoshi wo Mezashite" de NEWS como tema principal. Uno de los cantantes expresó a Mumble en el doblaje.

## Mensajes y controversias
La película tiene fuertes mensajes ecologistas y conservacionistas, que buscan crear conciencia sobre los efectos de la intervención del ser humano en los ambientes y vida de la fauna salvaje. Por otro lado, la película ha despertado algunas simpatías en países hispanos dado que varios de los personajes principales, como Ramón y "Los Amigos", son hispanoparlantes o tienen acento hispanoamericano en la versión en inglés de la película, que también preserva el uso de abundantes palabras en español, raps en ese idioma e incluso el merenhouse "Candela" de Sandy y Papo (en la versión doblada para Hispanoamérica, Ramón y "Los Amigos" tienen acento cubano).
La película también tiene diferentes mensajes que algunos han calificado de políticos, y ha causado alguna controversia en Estados Unidos por parte de sectores conservadores que la consideran "propaganda liberal", tal vez por la semejanza entre su mensaje de fondo y el del documental Una verdad incómoda, del demócrata Al Gore, también estrenado en el 2006.

## Secuela
Happy Feet 2 se confirmó por Warner Bros.. Narra hechos alrededor del hijo de Mumble. El director de Happy Feet dijo en 2010: Sí. Happy Feet 2 se está haciendo y tendrá más acción y comedia y saldrá en noviembre de 2011. En la página web oficial el título aparece como Happy Feet y la palabra Two tejida, seguido en la parte de abajo por Novemburr 2011, entendido como Noviembrr -brr es una onomatopeya para denotar frío-.
Tanto el director, George Miller, como varios de los actores originales retoman sus papeles para la segunda entrega, a excepción de Britanny Murphy en el papel de Gloria, debido a su fallecimiento en diciembre de 2009. Pink fue elegida para ser el reemplazo de Murphy, y contribuyó con la canción Bridge of light para la película, así como lo hizo para Happy Feet con "Tell me something good". Se suman además, nuevos personajes interpretados por actores de renombre como Matt Damon, Brad Pitt y Sofía Vergara, entre otros.

## Premios

### Premios Óscar

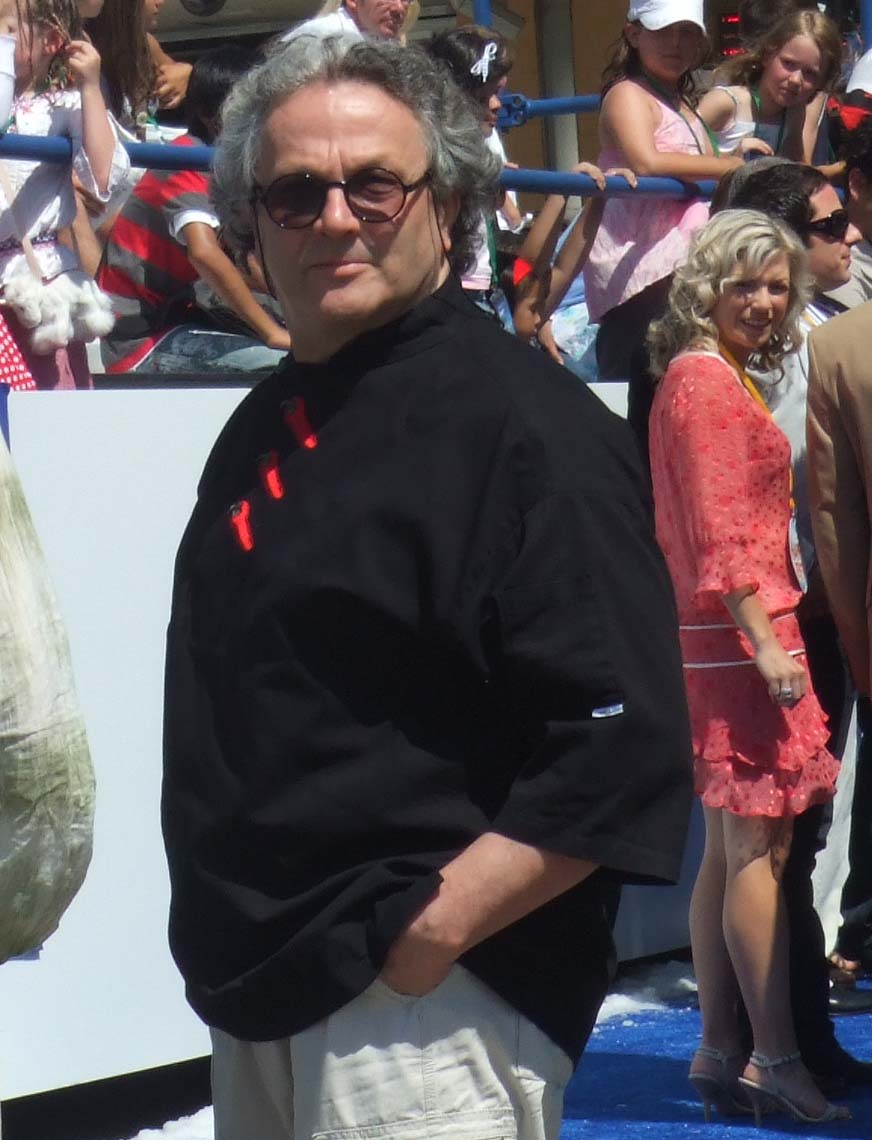
El director, productor y guionista George Miller, durante el estreno de la película en 2006.

| Año  | Categoría                              | Resultado |
| ---- | -------------------------------------- | --------- |
| 2006 | Óscar a la mejor película de animación | Ganadora  |

### Premios BAFTA
| Año  | Categoría                              | Resultado |
| ---- | -------------------------------------- | --------- |
| 2007 | BAFTA a la mejor película de animación | Ganadora  |
| 2007 | BAFTA a la mejor música                | Nominada  |

### Globos de Oro
| Año  | Categoría                                     | Resultado |
| ---- | --------------------------------------------- | --------- |
| 2007 | Globo de Oro a la mejor canción original      | Ganadora  |
| 2007 | Globo de Oro a la mejor película de animación | Nominada  |